# Beleg van Segesta
Het Beleg van Segesta vond plaats in 397 v.Chr. op Sicilië. Dionysius, de tiran van Syracuse, had zijn militaire kracht na het vredesverdrag met Carthago in 405 v.Chr. veel versterkt en had zichzelf als onbetwiste machthebber van Syracuse opgeworpen. Hij had de stad verstevigd tegen belegeringen en verzamelde een groot huurlingenleger en vloot. In 398 v.Chr. viel hij de stad Motya aan en plunderde deze, ondanks de pogingen van de Carthagers om dit beleg op te heffen door een ontzettingsleger onder leiding van Himilco te sturen. Terwijl Motya nog belegerd werd, belegerde Dionysius ook Segesta, maar dit bleek onsuccesvol. Nadat Motya ingenomen en geplunderd was werd Segesta opnieuw belegerd door de Grieken, maar kon hen 's nachts aanvallen en heel wat schade toebrengen. Toen Himilco aankwam op Sicilië met het Carthaagse leger in de lente van 397 v.Chr. trok Dionysius zich terug naar Syracuse. Het falen van Dionysius betekende dat de rest van deze oorlog vooral zou worden uitgevochten in Oost-Sicilië.